# فرانچسکو سالاندریا
فرانچسکو سالاندریا (انگلیسی: Francesco Salandria؛ زادهٔ ۱۸ آوریل ۱۹۹۵) بازیکن فوتبال اهل ایتالیا است.
از باشگاه‌هایی که در آن بازی کرده‌است می‌توان به باشگاه فوتبال رجینا اشاره کرد.
وی همچنین در تیم ملی فوتبال زیر ۱۸ سال ایتالیا بازی کرده‌است.